# Башир, Мохаммед
Мохаммед Ахмед Башир (араб. محمد أحمد البشير‎, родился 23 мая 1987 в Северном Хартуме) — суданский профессиональный футболист, атакующий полузащитник сборной Судана и суданского клуба «Аль-Хиляль» из Омдурмана.

## Карьера

### Клубная
Выступал ранее за команду «Аль-Мурада», с декабря 2010 года играет за «Аль-Хиляль» из Омдурмана. Участвовал несколько раз в совместных тренировках с лондонскими клубами «Лейтон Ориент» и «Арсенал».

### В сборной
В сборной играет с 2010 года. Дважды оформлял дубли: первый раз в матче против Свазиленда 27 марта 2011 в рамках отбора на Кубок африканских наций 2012 (его команда выиграла 3:0), второй раз 26 января 2012 в финальной части всё того же Кубка африканских наций в поединке против Анголы (ничья 2:2). Примечательно, что Башир забил первый гол своей сборной в финальных частях Кубка африканских наций впервые с 1976 года